# Орешє-над-Севницо
Орешє-над-Севницо (словен. Orešje nad Sevnico) — поселення в общині Севниця, Споднєпосавський регіон, Словенія. Висота над рівнем моря: 262,1 м.